# Distretto di Rasi Salai
Il distretto di Rasi Salai (in thailandese: ราษีไศล) è un distretto (amphoe) della Thailandia, situato nella provincia di Sisaket.